# Saga des Courtney
La Saga des Courtney est une suite romanesque de treize romans écrits par Wilbur Smith entre 1964 et 2009, mettant en scène le destin d'une famille sur une période de 350 ans, du XVIIe siècle au XXe siècle. Chacun des romans est centré sur l'un des personnages clefs de la famille et sur une période-charnière de la famille. Les actions se déroulent essentiellement en Afrique et notamment en Afrique du Sud. 

## Thème général et sous-séries
Les romans racontent l'histoire de membres de la famille Courtney (orthographiée « Courteney » dans la traduction française), qui au XVIIe siècle sont des marins et des corsaires travaillant pour la Compagnie britannique des Indes orientales. Certains d'entre eux quittent l'Angleterre pour s'établir en Afrique du sud, d'abord au Cap puis dans le Natal. Ils participeront à toutes les guerres ensanglantant de pays, depuis la Guerre des Boers jusqu'à la Seconde Guerre mondiale, et même la guerre d'indépendance du Mozambique. Ils prendront position par rapport à l'apartheid.
La série peut être divisée en trois cycles distincts :
- les trois premiers romans, écrits tardivement, racontent le destin des Courtneys de 1667 à 1918 ; ils forment une longue introduction à la saga ;
- une seconde trilogie (publiée dans les années 1960 et 1970), évoque les jumeaux Sean et Garrick Courtney, des années 1860 jusqu'à 1925 ;
- les cinq derniers romans présentent la vie des descendants Courtney entre 1917 et 1987.

## Caractères des personnages
L'auteur présente des personnages aux caractères nettement tranchés, jusqu'à la caricature : les héros sont toujours courageux, sincères et loyaux tandis que les « méchants » sont toujours cruels, menteurs et déloyaux. Plusieurs romans présentent des femmes aux désirs sexuels exacerbés.

## Arbre généalogique de la famille

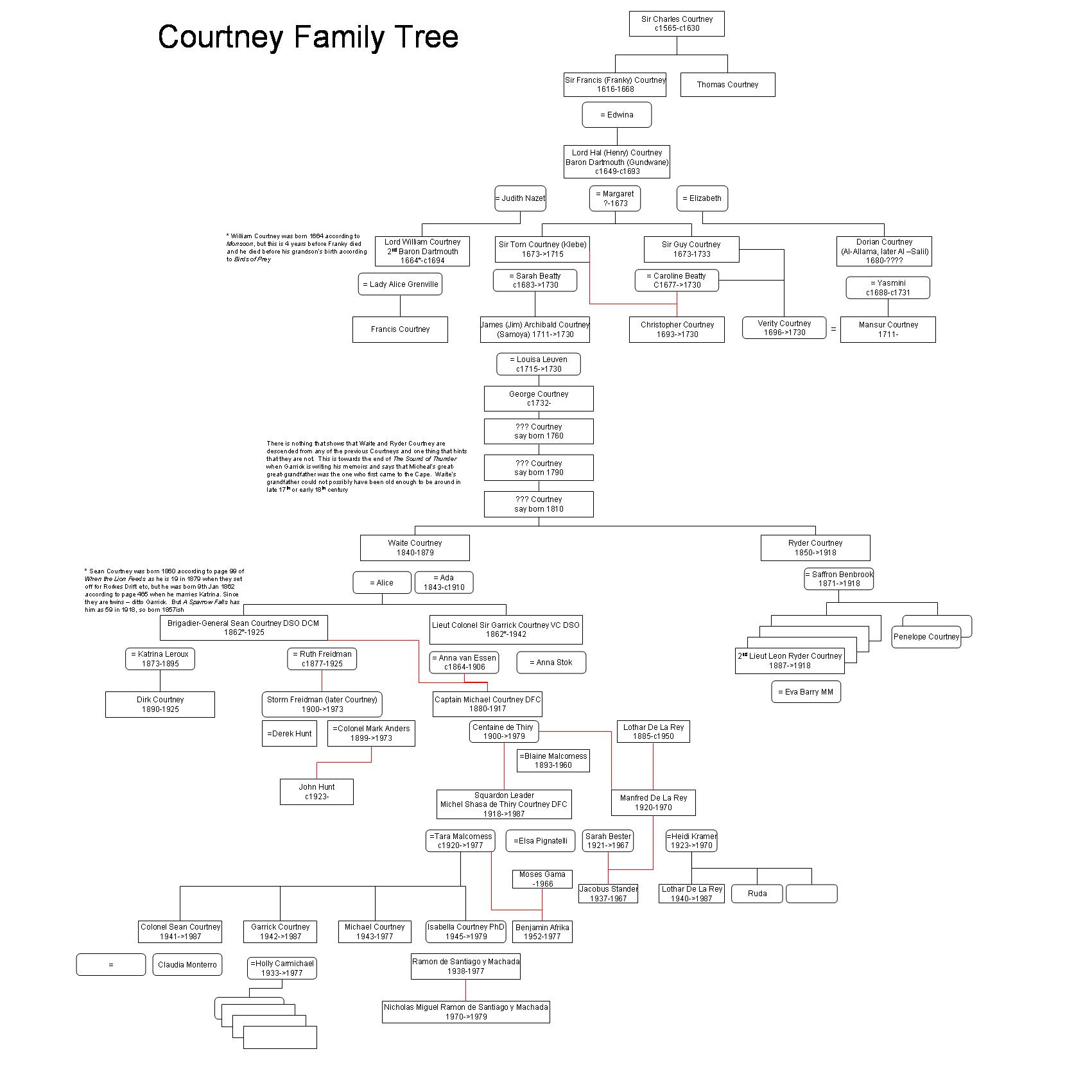

## Liste des romans
Les romans sont listés en fonction de la chronologie narrative, et non en fonction de leur date de sortie.

### Les Oiseaux de proie
- Publication : 1997, chez Pan Macmillan Publishers
- Titre anglais : Birds of Prey
- Parution en France : éditions Presses Pocket no 12966, 903 pages.
- Date et lieu de l’action : Septembre 1667 à 1670.
- Personnages principaux : Francis Courtney, son fils Hal (Henry) Courtney (héros du roman), Aboli (Africain, ancien esclave), Ned Tyler et Daniel Fischer (marins, hommes de confiance de Sir Courtney), Lord Cumbria-Cochran (dit Le Busard - le « méchant du roman »), Sam Bowles (marin - « méchant »), colonel Cornelius Schreuder (néerlandais -  « méchant »), gouverneur Petrus Van de Velde, Katinka Van de Velde, Sukeena, Althuda (frère de Sukeena), Judith Nazet (général du prêtre Jean).
- Résumé : Le récit commence à la fin de la deuxième guerre anglo-néerlandaise (1665-1667), juste après la signature du traité de Breda. Sir Francis Courtney, à bord du Lady Edwina, attaque les vaisseaux hollandais près du Cap de Bonne espérance. Ses hommes et lui parviennent à s'emparer d'un magnifique vaisseau, rempli à ras-bord de matières précieuses. Malheureusement, le fourbe Lord Cumbria-Cochran (dit « Le Busard »), qui avait rompu avant lui la traque du vaisseau hollandais, entend bien s'approprier sans droit une partie de la cargaison. Une première tentative de s'emparer du vaisseau hollandais est très près de réussir, mais une contre-attaque des Anglais l'en empêche. Le Busard se rend donc au Cap et, apprenant que la paix entre l'Angleterre et la Hollande a été signée quelques mois auparavant, dénonce Sir Francis Courtney et son équipage comme ayant commis un acte de piraterie… Pendant ce temps, on suit pas à pas la sortie de l’enfance de Hal (Henry) Courtney et son entrée dans la vie adulte : début d'une vie sexuelle avec Katinka Van de Velde, épouse hollandaise sexuellement perverse du gouverneur du Cap, rudes combats contre les hommes de Lord Cumbria-Cochran, duels à l'épée avec morts d'hommes, etc. L'ancien esclave Aboli aide précieusement le jeune homme et veille sur lui. Plusieurs semaines après, guidés par Lord Cumbria-Cochran, les Hollandais arrivent sur le lieu de mouillage du navire. Sans défense sérieuse, les Anglais capitulent. Les survivants du combat sont faits prisonniers et incarcérés au Cap. Au début de 1668, le gouverneur Van de Velde, qui vient de prendre ses fonctions, organise le jugement des captifs. Au terme d'une mascarade de procès, Francis Courtney est condamné à mort, avec question préalable, tandis que les autres prisonniers sont condamnés aux travaux forcés à perpétuité. Francis est finalement exécuté[1]. Hal se lie avec le prisonnier Althuda, lui-même frère de Sukeena, servante de Katinka Van de Velde. Au printemps 1669, Aboli et Sukeena organisent une évasion dans le cadre d'un plan très osé, avec prise en otage du gouverneur Van de Velde et de sa femme Katinka. Le plan réussit, et les prisonniers (Hal, Aboli, Ned Tyler, Daniel Fischer, Sukeena, Althuda) s'évadent, poursuivis en vain par le colonel Cornelius Schreuder… Ce dernier, destitué par le gouverneur, décide de s'enrôler dans le Golden Bough, qui fait route vers l'Éthiopie. Avant son départ, il souhaite revoir Katinka : la trouvant au lit avec un homme, il la tue par jalousie… Par la suite, à bord du Golden Bough, Schreuder perd l'intégralité de sa fortune sur un coup de dés. Ayant accusé son adversaire de jeu d'avoir triché et d'être lâche, un duel est organisé. Le Golden Bough arrive à proximité du navire du Busard. Le duel a lieu, attirant tous les soldats anglais. Le Busard en profite pour tuer le capitaine anglais et s'emparer du Golden Bough. Prenant son navire amiral, le Busard, qui récupère Schreuder, va se mettre au service du sultan d'Oman, tandis que le Golden Bough est laissé au commandement de Sam Bowles. Pendant ce temps, les six évadés ont longé la côte de l'Afrique de l'est. Ils arrivent dans la rade où se trouve le Golden Bough et s'en emparent à la suite d'un coup de main osé. Hal prend le commandement et décide de rejoindre le Royaume du prêtre Jean, en guerre contre le sultan d'Oman. Au cours du trajet, il mouille son navire sur le rivage d'une zone où Aboli sait pouvoir retrouver sa tribu d'origine. Une expédition est mise en place, et l'on retrouve le village d'Aboli. Après palabres, la tribu accepte de céder une centaine d'hommes qui pourront servir d'hommes d'équipage à bord du Golden Bough. Les aventuriers reprennent le cours du voyage. Arrivés à destination en Éthiopie, ils rencontrent le général en chef de l'empereur : c'est une femme, Judith Nazet, dont Hal tombe rapidement amoureux. À la tête du Golden Bough dans la Mer Rouge, Hal sème la terreur parmi la flotte omanaise. Lors d'un combat, il coule le navire amiral du Busard, qui meurt dans l'affrontement. La fin du roman voit Hal devenir un véritable héros : il récupère sain et sauf l'empereur qui avait été enlevé par le Busard, il met la main sur le Tabernacle sacré des chrétiens d'Éthiopie, enfin il tue lors d'un duel loyal Cornelius Schreuder et reprend possession de « l’Épée de Neptune » que lui avait légué son père Francis Courtney. S'apprêtant à rentrer en Angleterre, il est rejoint au dernier moment par Judith Nazet, qui est tombée amoureuse de lui et qui accepte de l'épouser.
- Remarques : Le roman d'aventure comprend des développements parfois invraisemblables et des coïncidences peu crédibles. Par ailleurs, le roman est aussi un roman d'initiation amoureuse pour le héros Hal Courtney, qui sera tombé amoureux de trois femmes très différentes (Katinka, Sukeena, Judith).
- Lien externe : Sur Babelio.com

### Mousson
- Publication : 1999
- Titre anglais : Monsoon

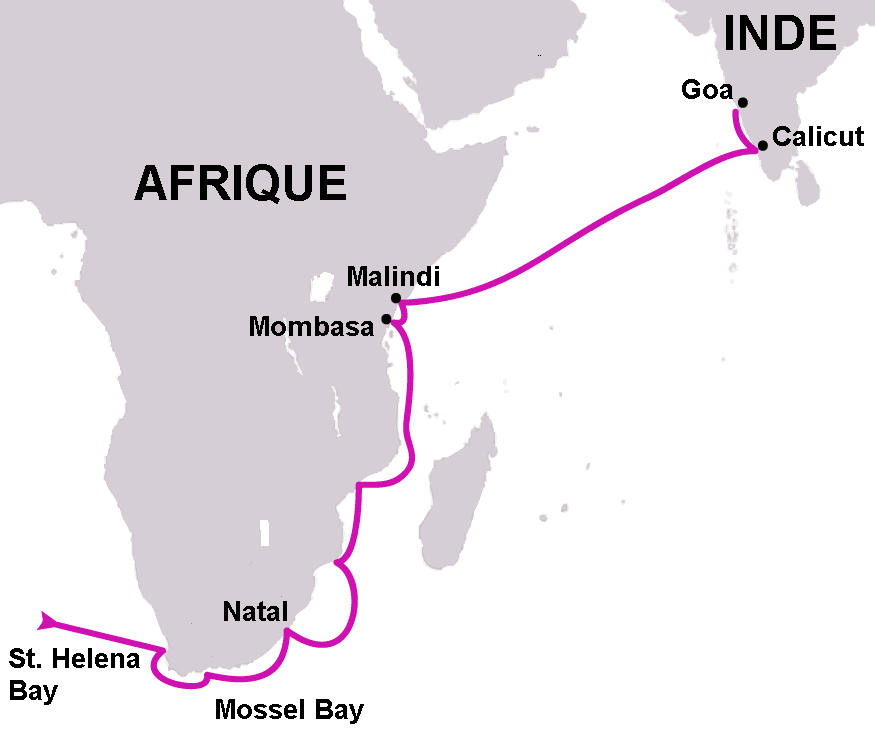
Le contournement de l'Afrique a ouvert la route des Indes. Le contrôle des escales de la côte orientale de l'Afrique de l'Est devient stratégique pour les grandes puissances.

- Parution en France : Édition Presses Pocket, 1077 pages.
- Date et lieu de l’action : 1695 à 1700.
- Personnages principaux : Hal (Henry) Courtney, les jumeaux Tom (héros du roman) et Guy Courtney, leur demi-frère William Courtney (« Black Bill »), leur demi-frère Dorian, Aboli (Africain, ancien esclave), Ned Tyler et Daniel Fischer (marins, hommes de confiance d’Hal Courtney), la famille Beatty (M. Beatty, Mme Beatty, Caroline Beatty, Agnès Beatty, Sarah Beatty).
- Résumé : Hal s'était uni avec Judith, et le couple avait eu un enfant, William (né en 1671). Mais Judith était morte peu après. Hal s'était remarié avec Margareth, et deux jumeaux sont nés (Tom, héros du roman, et Guy). Après le décès de Margareth, il s'était remarié avec une troisième femme, qui lui avait donné un fils, Dorian. Au moment où débute le roman (1695), Hal, veuf, a 42 ans, William 24 ans et les jumeaux 18 ans. Le gouvernement, qui doit faire face à de dangereux actes de piraterie arabe dans l'océan indien, ordonne à Hal de prendre le commandement de deux navires commerciaux (Le Seraph et le Yeoman of York), puissamment armés, de tenter de tuer le pirate Jangiri (dit « al-Auf ») et détruire ses navires. En contrepartie de son action, Hal sera très correctement rétribué, se verra attribuer le titre de baron et sera membre de la Chambre des Lords. Hal accepte et enrôle deux équipages. Ses trois plus jeunes fils « font pression morale » sur lui pour qu'il les emmène à bord ; il finit par accepter (William restera en Angleterre pour gérer les biens de son père). La Compagnie britannique des Indes orientales lui demande aussi d'embarquer les cinq membres de la famille Beatty. Au cours de la traversée, Tom et Guy tombent amoureux en même temps de la jeune Caroline Beatty. Tom reçoit les faveurs de la jeune fille et entretient avec elle des relations sexuelles. Guy, mortifié et jaloux, le dénonce à Hal. Les liens entre les frères se distendent. Arrivés au Cap, Guy quitte son père et ses deux frères : il ne veut pas être marin et souhaite travailler comme comptable au sein de la Compagnie. Hal monte une expédition pour récupérer le cadavre de son père Francis, enterré 25 ans auparavant. Il est reconnu par une prostituée, qui monte un groupe de combat pour le faire prisonnier. Hal et ses hommes en réchappent de peu. Le Seraph reprend la mer et fait escale à Zanzibar où le navire est révisé. Hal ment au consul d'Angleterre en lui disant qu'il transporte une cargaison précieuse. Ayant constaté peu après que tous les marins du port ne parlent que de ce mensonge, Hal en déduit que le consul renseigne le pirate Jangiri sur la nature des marchandises transportées par les navires qui mouillent dans la rade. Le Seraph reprend la mer. Un combat a lieu entre le Seraph et le navire pirate, qui est mis en fuite. Mais durant la bataille, le plus jeune fils d'Hal, Dorian, tombe à la mer et est fait prisonnier par des marchands d'esclaves. Hal et Tom sont très tristes et décident de tout faire pour récupérer Dorian. La base des pirates est repérée au lieu-dit Flor del Mar (« Fleur de la mer »). Hal attaque à plusieurs reprises la base et finit par l'emporter : la base est prise ; Jangiri est tué en duel singulier par Tom ; les immenses trésors du pirate sont pris. Durant le combat, Hal a été grièvement blessé et a dû être amputé des deux jambes. Tom prend le commandement des opérations. Il apprend que son frère Dorian a été vendu par le pirate, peu de temps avant l'attaque, au sultan d'Oman, Al Malik. L'expédition victorieuse retourne en Angleterre. Hal est fait baron, mais meurt peu de temps après de la gangrène gazeuse, non sans avoir fait jurer à Williamn qui, en tant qu'ainé doit recueillir la totalité de sa fortune, de faire armer deux navires afin de retrouver Dorian. Dès Hal enterré, William qui a hérité des deux titres de son père, annonce à Tom son intention de ne pas respecter le serment. Une violente dispute éclate entre les deux frères après laquelle William, masqué, tente de nuit d'assassiner Tom qui riposte et le tue involontairement. Accusé du meurtre d'un baron et lord, Tom prend la fuite et décide de quitter le pays. Profitant de ce que l'Angleterre est en guerre contre la France dans le cadre de la Guerre de la Ligue d'Augsbourg, Tom arme un navire et, avec l'agrément du ministre de la marine, devient corsaire. Pendant ce temps, Dorian tombe amoureux d'une des filles du sultan, la jeune et belle Yasmini. Celle-ci est pourchassée par son demi-frère Zayn al-Din, qui voit en elle une rivale et veut la faire tuer. Dorian délivre Yasmini et tous deux s'enfuient. Pendant des années passées en mer, Tom a fait son chemin et s'est marié avec Sarah Beatty. Au cours d'une bataille maritime qui s'avère meurtrière, Tom et Dorian se retrouvent face-à-face et, de nouveau réunis, décident de quitter le Moyen Orient pour retourner dans le sud de l'Afrique.

### À l'ouest de l'horizon
- Publication :
- Titre anglais : Blue Horizon
- Parution en France :
- Date et lieu de l’action : Années 1730
- Personnages principaux : Tom Courtney, son fils Jim, Dorian Courtney, Mansur Courtney, Yasmini, Zayn al-Din.
- Résumé : Le récit expose la suite des aventures de Jim, le fils de Tom, et de Mansur, le fils de Dorian. Vivant au Cap de Bonne espérance, Jim vient en aide à Louisa, prisonnière innocente dans un navire de la Compagnie néerlandaise des Indes orientales, dont il tombe amoureux. Ils s'enfuient à travers l'Afrique du sud, poursuivis par les autorités coloniales. Pendant ce temps, Tom, Dorian et leur entourage quittent le Cap pour éviter d'avoir à subir les conséquences de le fuite de Jim. Yasmini est assassinée sur ordre de son demi-frère Zayn al-Din. Cet assassinat incite Dorian à prétendre au titre de sultan d'Oman, aux côtés de son fils Mansur. Ayant rassemblé autour de lui les tribus arabes mécontentes de la tyrannie de Zayn al-Din, ils combattent ses troupes et le tuent. Dorian est porté sur le Trône d'ivoire du califat d'Oman par les tribus victorieuses.
- Remarque :

### Quand le lion a faim
- Publication : 1964
- Titre anglais : When the Lion Feeds
- Parutions en France :
- Date et lieu de l’action : Années 1860 aux années 1890
- Personnages principaux : Sean et Garrick Courtney, Anna, Duff Charleywood, Catrina Leroux, Dirk.
- Résumé : Sean et son frère jumeau Garrick sont les fils jumeaux de Waite Courtney, qui possède un élevage de bétail près de Ladyburg, dans le Natal. Lors d'une partie de chasse, Sean tire accidentellement sur son frère qui doit être amputé de la jambe. Dès lors, leurs caractères se différencieront, Garrick devenant un intellectuel alors que Sean est plus manuel. Les deux frères participent à la guerre contre les Zoulous, au cours de laquelle Sean est porté disparu, tandis que Garrick devient malgré lui un héros. De retour à Ladyburg, Garrick épouse Anna, une jeune fille que Sean a mise enceinte avant de partir à la guerre, et prend la direction de la ferme familiale. Quand Sean réapparaît, Anna, dont il a repoussé les avances, fait croire à Garrick qu'il a essayé de la violer. Les deux frères se disputent alors violemment et Sean doit quitter la région. Sean part alors pour le Witwatersrand, où l'on vient de découvrir de l'or. Là, il bâtit un empire en compagnie de son nouvel ami Duff Charleywood. Il perd finalement toute sa fortune, et devient alors chasseur d'éléphants. Lors de ses chasses dans la brousse il rencontre une boer nommée Catrina Leroux (sœur de Jan Paulus Leroux) qu'il épouse et dont il aura un fils, Dirk. Catrina se suicide lorsqu'elle croit (à tort) que Sean l'a trompée. Sean repart alors pour la brousse avec son fils encore bébé.
- Remarques :
  - Il s'agit du premier roman de Wilbur Smith.
  - Ce roman (ainsi que ses suites : Coups de tonnerre et La Piste du chacal) met en scène Sean Courtney, un sud-africain du XIXe siècle, successivement éleveur de bétail, mineur, industriel, chasseur, etc.

### Le Triomphe du soleil
- Publication : 2005
- Titre anglais : The Triumph of the Sun
- Parutions en France :
- Date et lieu de l’action : Années 1880, au Soudan.
- Personnages principaux : Ryder Courtney et Penrod Ballantyne
- Résumé :
- Remarque :

### Coups de tonnerre
- Publication : 1966
- Titre anglais : The Sound of Thunder
- Parutions en France :
- Date et lieu de l’action : 1899–1906
- Personnages principaux :
- Résumé :
- Remarque :

### Le Destin du chasseur
- Publication : 2009
- Titre anglais : Assegai
- Parutions en France :
- Date et lieu de l’action : 1906–1918
- Personnages principaux :
- Résumé :
- Remarque :

### La Piste du chacal
- Publication : 1977
- Titre anglais : A Sparrow Falls
- Parutions en France :
- Date et lieu de l’action : 1918–1925
- Personnages principaux :
- Résumé :
- Remarque :

### La Montagne de Diamants (1repartie): Les Feux du désert
- Publication : 1985
- Titre anglais : The Burning Shore
- Parutions en France :
- Date et lieu de l’action : 1917–1920
- Personnages principaux :
- Résumé :
- Remarque :

### La Montagne de Diamants (2departie): Le Royaume des tempêtes
- Publication : 1986
- Titre anglais : Power of the Sword
- Parutions en France :
- Date et lieu de l’action : 1931–1948
- Personnages principaux :
- Résumé :
- Remarque :

### Le Serpent vert
- Publication : 1987
- Titre anglais : Rage
- Parutions en France :
- Date et lieu de l’action :  Années 1950 et années 1960
- Personnages principaux :
- Résumé :
- Remarque :

### La Piste du renard
- Publication : 1990
- Titre anglais : Golden Fox
- Parutions en France :
- Date et lieu de l’action : 1969–1979
- Personnages principaux :
- Résumé :
- Remarque :

### Le Dernier safari
- Publication : 1989
- Titre anglais : A Time to Die
- Parutions en France :
- Date et lieu de l’action : 1987
- Personnages principaux :
- Résumé :
- Remarque :